# Hospital Doutor Ruy Pereira dos Santos
O Hospital Doutor Ruy Pereira dos Santos, ou simplesmente Hospital Ruy Pereira, é um hospital localizado no bairro de Petrópolis, na cidade de Natal, capital do estado do Rio Grande do Norte.
O nome foi escolhido para homenagear o médico Ruy Pereira dos Santos, recém falecido (11/02/2010) à data de inauguração do hospital. Foi importante figura política do estado, tendo ocupado cargo de Prefeito de Serra Negra do Norte, Secretário estadual de saúde e de educação.
O Hospital Ruy Pereira foi inaugurado, no governo de Iberê Ferreira de Sousa, com o objetivo inicial de desafogar os leitos do Hospital Walfredo Gurgel, que passava por superlotação. O prédio onde o hospital está localizado é alugado e pertence ao antigo Instituto de Traumatologia e Ortopedia do RN (Itorn).
Devido a atrasos no pagamento dos alugueis, a unidade pode ser fechada. Os proprietário do prédio ganharam uma ação na justiça que determina o pagamento dos alugueis e, caso o pagamento não seja realizado, os mesmos entrarão com uma ação de reintegração de posse. Caso a unidade feche, serão perdidos 114 leitos clínicos e 22 de UTI.